# Густина теплового потоку
Густина́ теплово́го пото́ку {\displaystyle q\,} (англ. heat flux density) — вектор, який за величиною дорівнює відношенню елементарного теплового потоку {\displaystyle dQ\,} до площі елементарної площинки {\displaystyle dA\,}, розташованої перпендикулярно до напряму передавання тепла, через яку цей потік проходить. Напрям вектора визначається напрямом максимального спаду температури або перпендикуляром до ізотермічної поверхні у точці яка розглядається.
Для випадку передачі тепла через теплопровідність матеріалу густина теплового потоку записується як (закон Фур'є)
{\displaystyle q=-\kappa \nabla T\;}
для випадку конвективного переносу тепла визначається рівнянням (закон Ньютона-Ріхмана):
{\displaystyle q=\alpha \Delta T\;}
у випадку теплового випромінювання, густина теплового потоку визначається як
{\displaystyle q=\sigma (T_{1}^{4}-T_{2}^{4})\,}
де: {\displaystyle \alpha \,} — коефіцієнт тепловіддачі;
{\displaystyle \kappa \,} — коефіцієнт теплопровідності;
{\displaystyle \sigma \,} — стала Больцмана;
{\displaystyle \Delta T\,} — різниця температур на границі середовищ рідина-рідина або рідина-тверде тіло;
{\displaystyle T_{1},T_{2}\,} — температури тіл, яке віддає тепло і, яке приймає, відповідно.
Одиницею вимірювання густини теплового потоку в системі SI є
[q]=Вт/м².
Вимірюють густину теплового потоку з використанням датчиків теплового потоку.